# Tomasz Mackiewicz
Tomasz Mackiewicz (13. ledna 1975 – prohlášen za mrtvého 30. ledna 2018) byl polský horolezec. V roce 2009 byl spolu s Markem Klonowskim oceněn za přechod kanadské hory Mount Logan. Téhož roku provedl sólový výstup na Chan Tengri (7010  m n. m.) v Kazachstánu. Několikrát se pokoušel vystoupit v zimním období na vrchol osmitisícovky Nanga Parbat. V roce 2015 vystoupil spolu s Klonowskim do výšky 7400 m a o rok později s Élisabeth Revol dosáhl výšky 7200 m. V lednu 2018 se o zimní výstup pokoušel posedmé. Spolu s Élisabeth Revol, která s ním opět lezla, se dostali do potíží. Élisabeth Revol se zachránila, Mackiewiczovi však pomoci nedokázala.